# Cholevinae
Sous-famille
Les Cholevinae sont une sous-famille de coléoptères de la famille des Leiodidae comprenant quatre tribus.

## Liste des tribus
Selon Fauna Europaea :
- Anemadini
- Cholevini
- Leptodirini
- Ptomaphagini

On trouve également :
- Eucatopini
- Oritocatopini
- Sciaphyini